# Manoir de Roncherolles
Le manoir de Roncherolles est un manoir situé à Cuverville, dans le département de l'Eure en Normandie.

## Localisation
Le manoir de Roncherolles se situe dans la commune de Cuverville dans l'Eure, à l'ouest du territoire communal, près de la route menant à Heuqueville, à environ 6 km au nord de la ville des Andelys.

## Historique
Rocherolles est un fief, berceau familial des Roncherolles, érigé en marquisat en 1652. Il est prétendu que le titre de Grand Bouteiller de Normandie était attaché à la terre de Roncherolles.
Roger III, au début du XIIIe siècle, fonde une chapelle qu'il dédie à Saint-Laurent dans le château. 
Louis II  de Roncherolles († 1538) y fonde une chapelle Saint-Hubert. Celle-ci est encore debout en 1729 avec la titulature du prêtre Etienne Sourdeval.

## Description

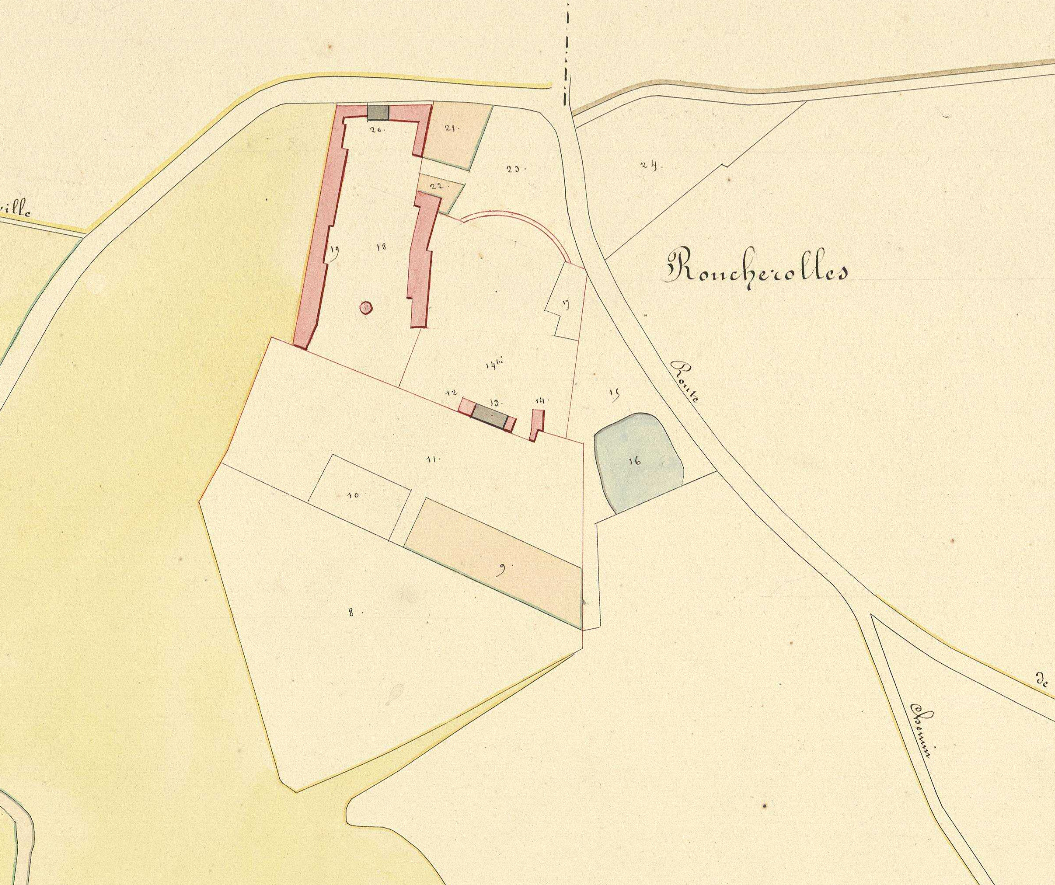
Extrait du cadastre napoléonien réalisé en 1828 montrant le domaine.

Le plan des bâtiments existants s'organise autour d'une cour dont les bâtiments forment un U ouvert vers le sud-ouest avec le colombier sur l'extrémité ouverte.
L'inventaire réalisé en 1986 fait état d'un manoir avec cour, remise, grange, étable et colombier. La chapelle Saint-Hubert est détruite. Le manoir pourrait dater du XVIIe siècle.